# Якуб Шольц (бурмистр)
Якуб Шольц (пол. Jakób Szolc) — львівський патрицій і бургомістр. Представник роду Шольців. На посаді бургомістра перебував, зокрема, у 1637 році. 
Один з героїв книги Богдана Коломійчука «Людвисар. Ігри вельмож», яка в 2013 році отримала відзнаку «Коронації слова» як найкращий роман.